# Цехловиці
Цехловиці (пол. Ciechłowice, нім. Zechelwitz) — село в Польщі, у гміні Рудна Любінського повіту Нижньосілезького воєводства.
Населення — 99 осіб (2011).
У 1975-1998 роках село належало до Легницького воєводства.

## Демографія
Демографічна структура станом на 31 березня 2011 року:
|          | Загалом | Допрацездатний вік | Працездатний вік | Постпрацездатний вік |
| -------- | ------- | ------------------ | ---------------- | -------------------- |
| Чоловіки | 55      | 12                 | 39               | 4                    |
| Жінки    | 44      | 6                  | 32               | 6                    |
| Разом    | 99      | 18                 | 71               | 10                   |